# 舒列夫競技場
46°50′18″N 029°33′27″E / 46.83833°N 29.55750°E
舒列夫競技場 (也稱為Glavnaya Arena of Complexul Sheriif)是位於摩爾多瓦聶斯特河沿岸分離地區首都提拉斯浦的舍里夫足球俱樂部的主場。體育場的擁有者是謝里夫公司。體育場可容納12,746人。摩爾多瓦國家足球隊會在本體育育場進行一些國際性主場賽事。

## 外部連結
维基共享资源上的相關多媒體資源：舒列夫競技場
- 體育場官方網站 （页面存档备份，存于）